# Карашилик (Костанайская область)
Карашилик (каз. Қарашілік) — упразднённое село в Сарыкольском районе Костанайской области Казахстана. Входило в состав Ленинградского сельского округа. Код КАТО — 396245400. Упразднено в 2019 г.

## Население
В 1999 году население села составляло 277 человек (145 мужчин и 132 женщины). По данным переписи 2009 года, в селе проживало 210 человек (111 мужчин и 99 женщин).

## Известные жители и уроженцы
- Сексенов, Газис Нуртасович (род. 1926) — Герой Социалистического Труда.